# Christopher Seton-Watson
Christopher Ivan William Seton-Watson (1918-2007) fue un historiador británico especializado en el estudio de Italia, hijo de R. W. Seton-Watson y hermano de Hugh Seton-Watson.

## Biografía
Nació en Londres el 6 de agosto de 1918. Historiador especializado en el estudio de la historia contemporánea de Italia, fue hijo de R. W. Seton-Watson y hermano de Hugh Seton-Watson, con quienes compartió profesión. Estudió en Winchester y en el New College de Oxford. Fue fundador de la Association for the Study of Modern Italy. Falleció el 8 de septiembre de 2007.

## Obra
Entre sus publicaciones se encuentran:
- Italy from Liberalism to Fascism, 1870-1925 (Methuen, 1967).[7][8][9][10]
- The Making of a New Europe: R. W. Seton-Watson and the Last Years of Austria-Hungary (Methuen, 1981), una biografía de su padre que escribió junto a su hermano Hugh.[4][5]
- Dunkirk-Alamein-Bologna: Letters and Diaries of an Artilleryman 1939-1945 (Buckland Press, 1993), sus memorias de su participación en la Segunda Guerra Mundial.[1][11]